# Gletschergarten von Cavaglia

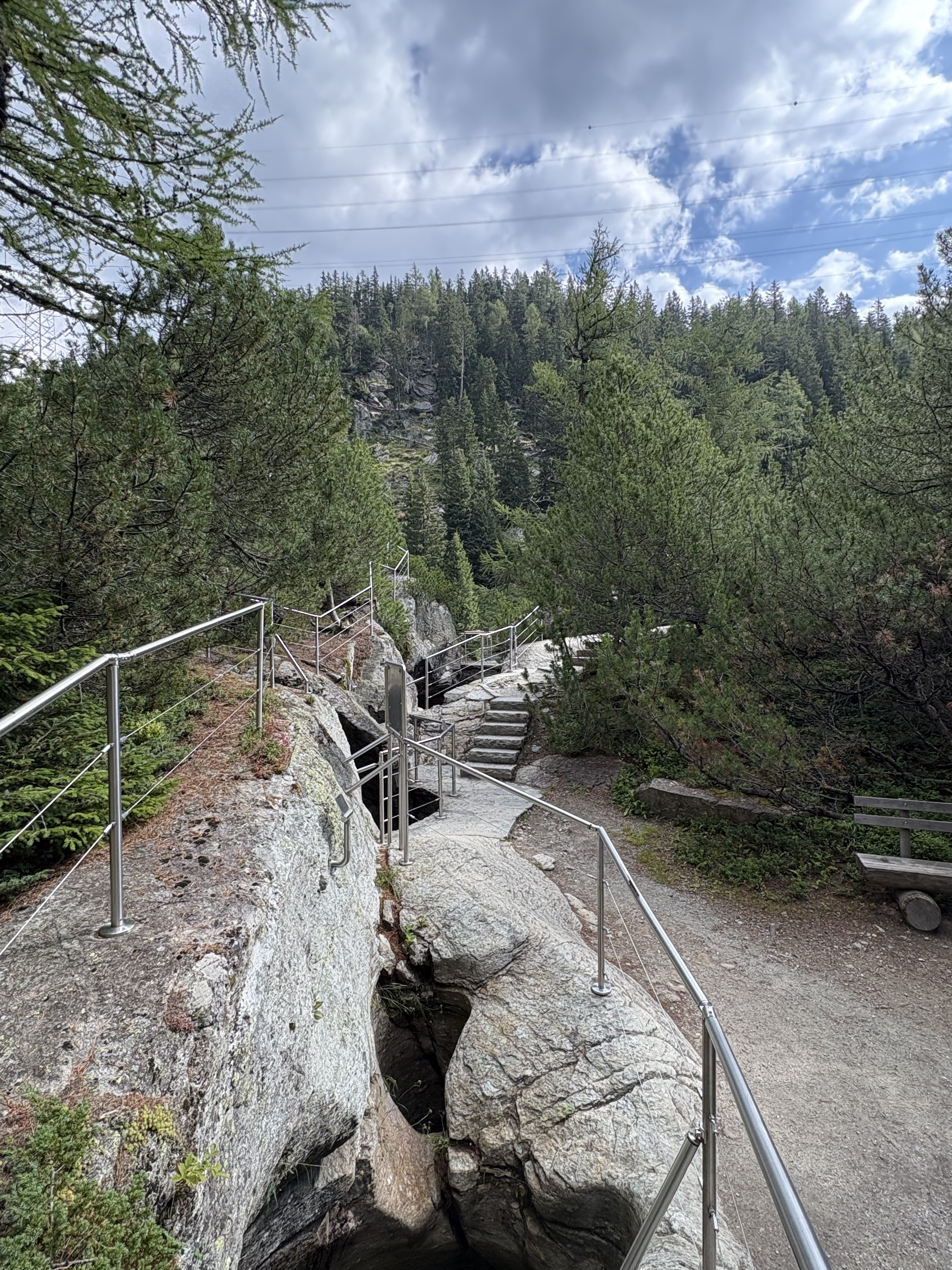
Im Gletschergarten

Der Gletschergarten von Cavaglia liegt am Fuss des Berninamassivs am unteren Ende der Cavaglia-Ebene im Puschlav im Kanton Graubünden in der Schweiz auf knapp 1700 m ü. M.. Er liegt in einer Entfernung etwa 400 Meter südlich des Bahnhofes Cavaglia. Mit der Berninabahn und über einen Wanderweg ist er gut zu erreichen.

## Entstehung
Die zahlreichen Gletschermühlen und Strudeltöpfe entstanden vor rund 25'000 Jahren während der jahrtausendelangen Vergletscherung durch den Palügletscher während der Würm-Kaltzeit. Vor etwa 11'000 Jahren endete die Kaltzeit.

## Gletschergarten
Die erste schriftliche Erwähnung der Gletschermühlen in Cavaglia stammt aus dem ersten Reiseführer des Puschlavs von Georg Leonhardi aus dem Jahr 1859. Am Anfang der 1890er-Jahre begann eine Gruppe von Freiwilligen, die Gletschermühlen freizulegen. Die letzten Mühlen wurden um das Jahr 2000 ausgegraben, die grössten erreichen eine Tiefe von mehr als zehn Meter und einen Durchmesser von fünf Meter.
Durch den Gletschergarten mit den 32 Strudeltöpfen, hier auch «Töpfe der Riesen» genannt, führt ein markierter Pfad. Seit Juli 2021 erschliesst ein neuer Weg durch die Schlucht weitere Gesteinsformationen. Er ist 180 Meter lang und wurde vom Brückenbauer Jürg Conzett angelegt.
Der neue Weg führt über Treppenstufen und Stege zu Strudeltöpfen, höhlenartigen Überhängen und bizarren Felsformationen. Die Gletschermühlen sind auf Tafeln detailliert beschrieben und mit Geländern gesichert.
Der Rundgang führt zu einer Terrasse mit weiter Aussicht auf das Puschlav. Die Wanderung endet an der Brücke über den Bach Cavagliasco, wo sich eine Schlucht öffnet. Über eine Metalltreppe kann man hinabsteigen. In wenigen Minuten kehrt man auf einem breiten Weg in wenigen Minuten zum Bahnhof zurück.

## Besuch
Der Gletschergarten ist von Mai bis Oktober geöffnet, der Eintritt ist frei - Spenden sind willkommen. Er kann individuell besucht werden, Führungen und Unterrichtsmaterialien für Schulen werden angeboten. In einem Pavillon wird Informationsmaterial angeboten, an einem Kiosk gibts Getränke und Snacks.
Für Kinder gibt es ein gratis kleines Bilderbuch. An den Schautafeln im Gletschergarten können die Kinder Stempel in ihr Büchlein machen.

## Bilder

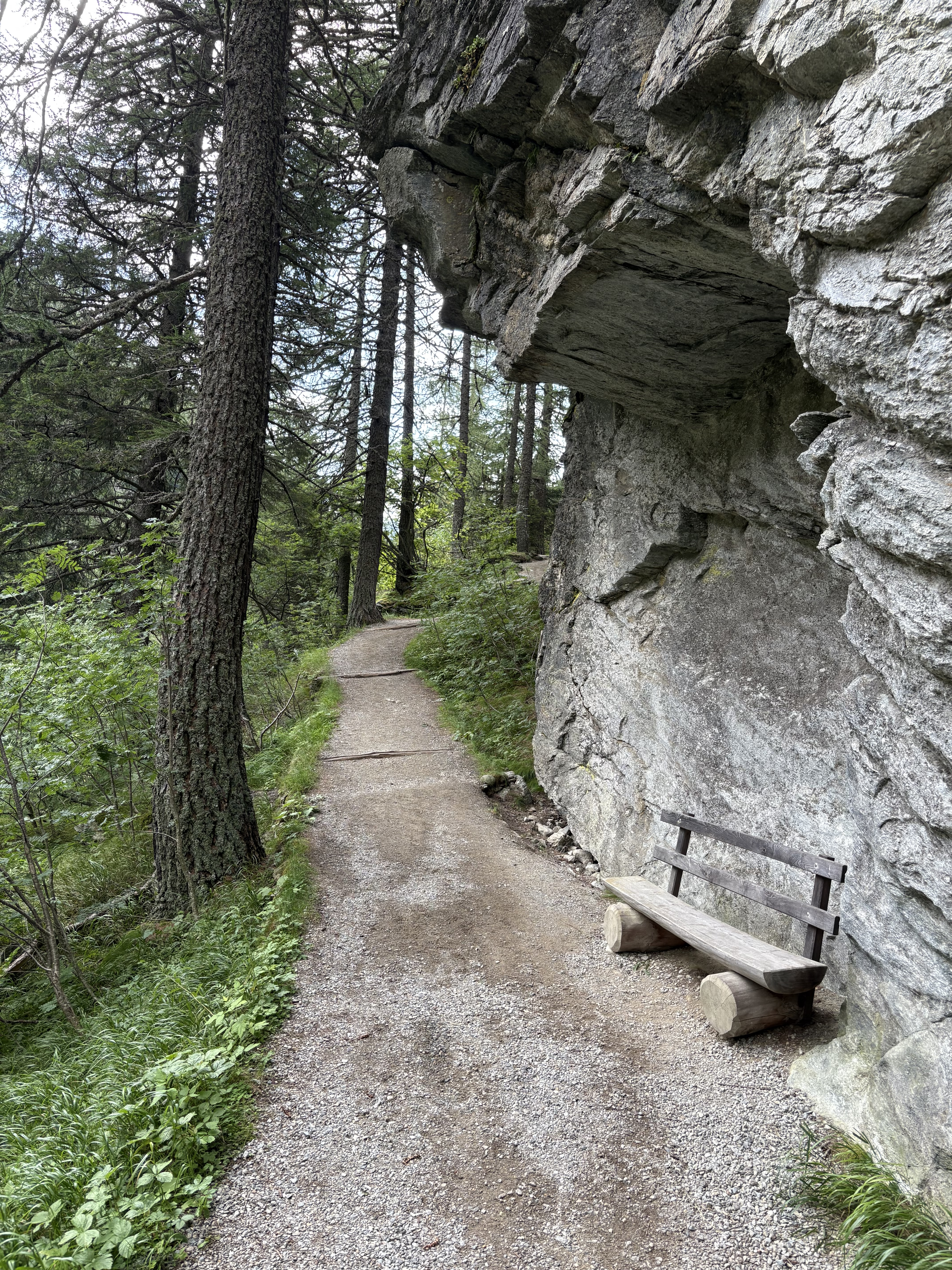
Zugangsweg
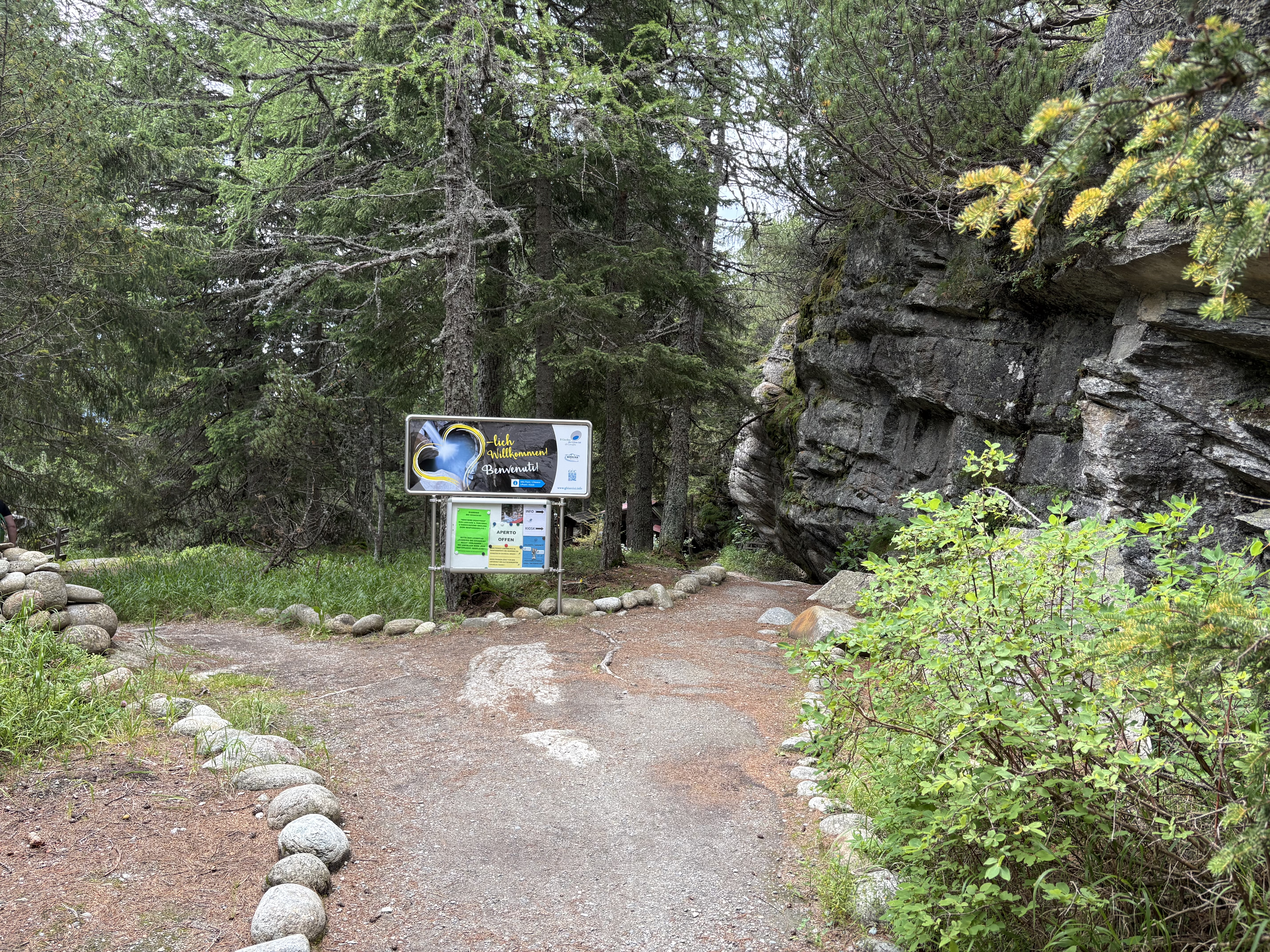
Eingang
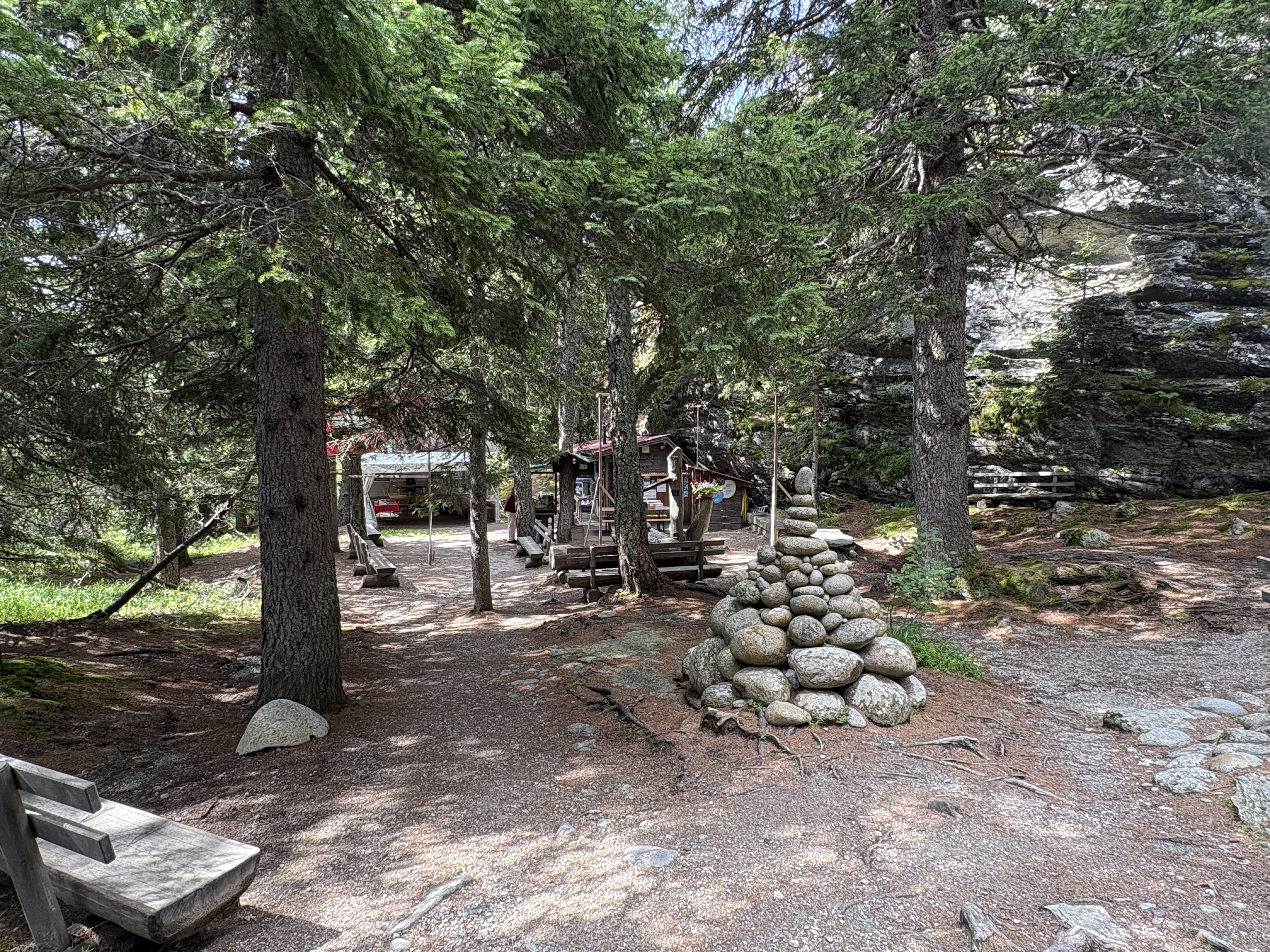
Kiosk und Infostand
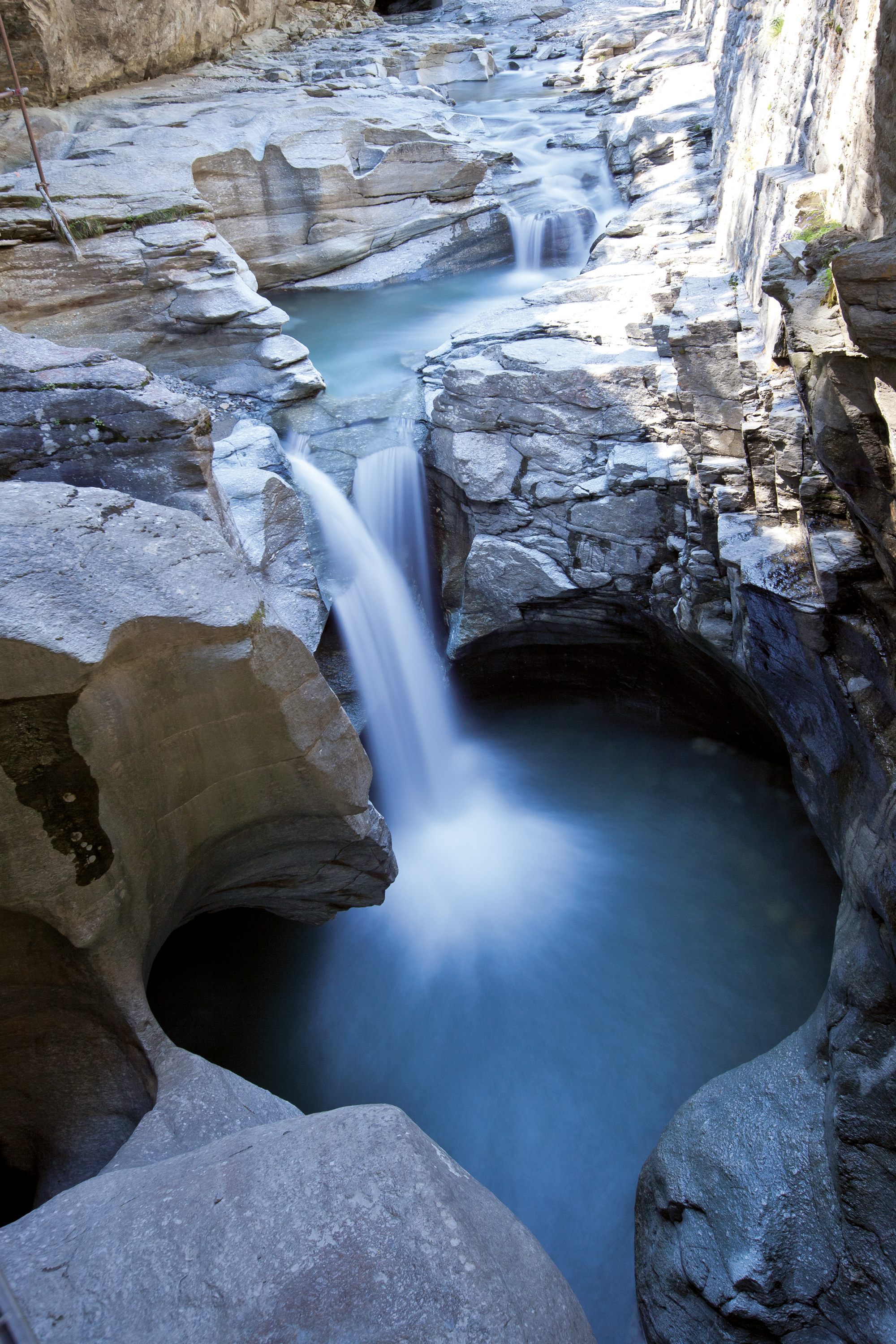
Wasserfall
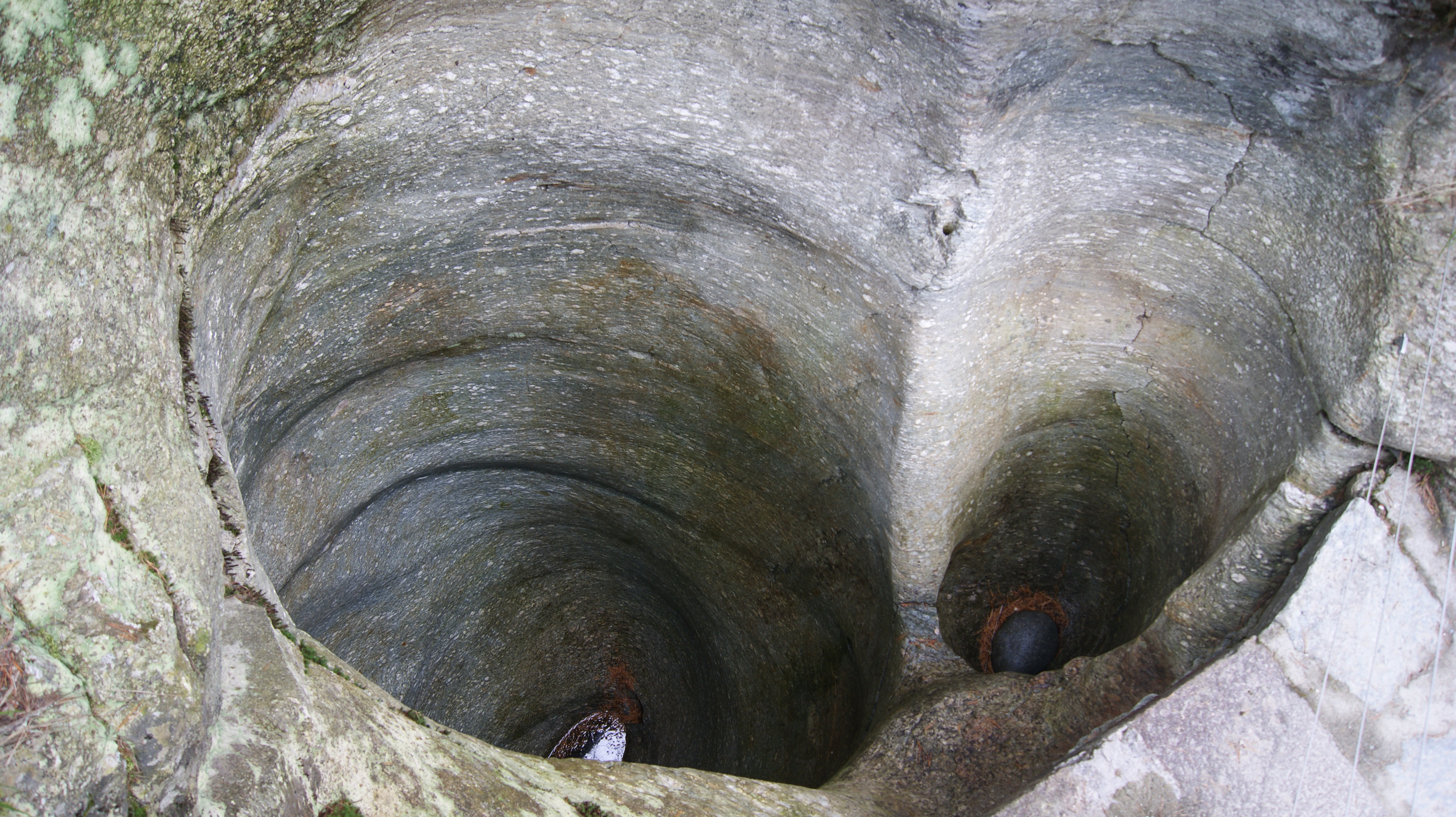
Doppelter Strudeltopf
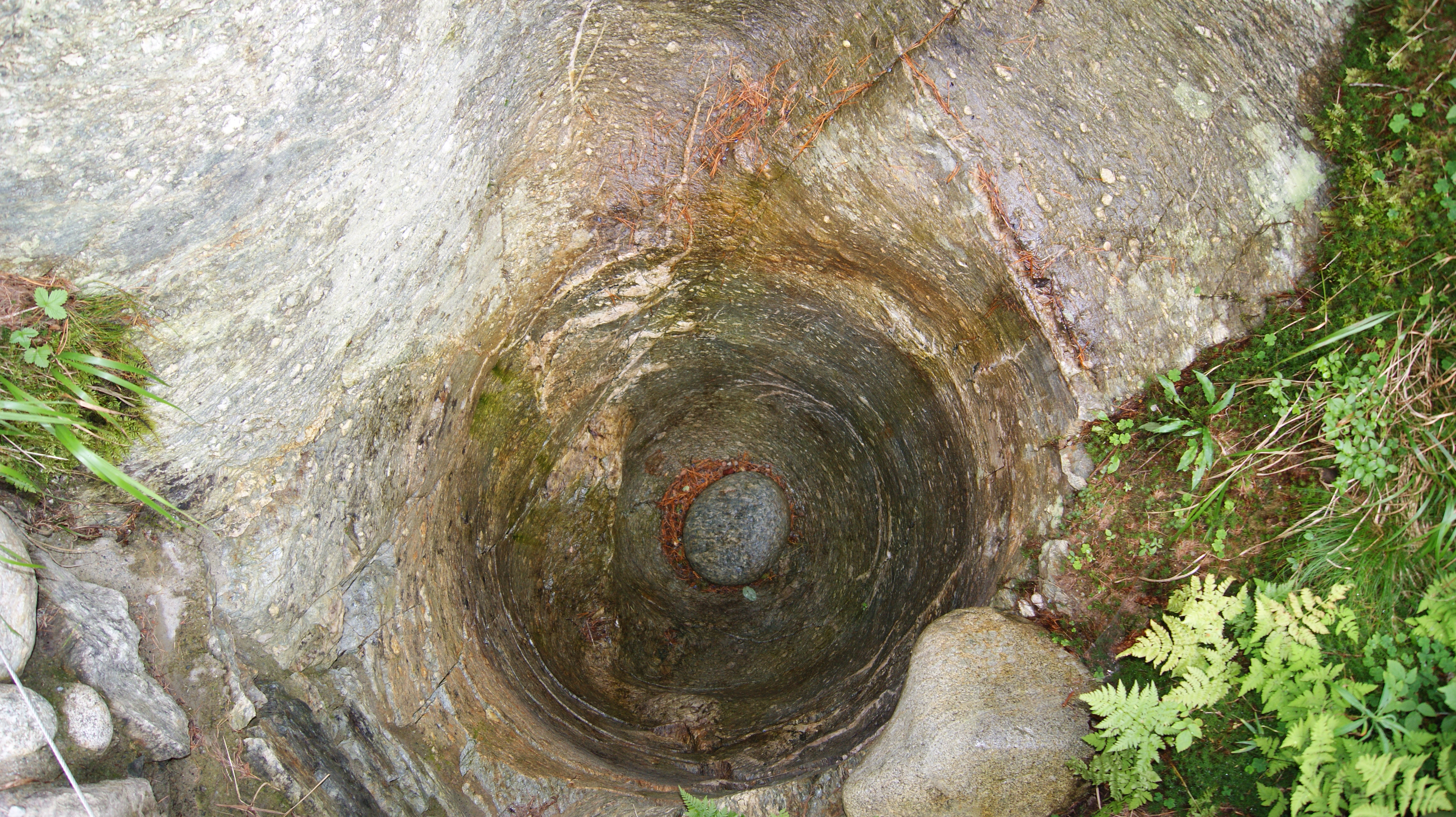
Strudeltopf